# Внорув (Свентокшиське воєводство)
Внорув (пол. Wnorów) — село в Польщі, у гміні Лонюв Сандомирського повіту Свентокшиського воєводства.
Населення — 359 осіб (2011).
У 1975—1998 роках село належало до Тарнобжезького воєводства.

## Демографія
Демографічна структура на день 31 березня 2011 року:
|          | Загалом | Допрацездатний вік | Працездатний вік | Постпрацездатний вік |
| -------- | ------- | ------------------ | ---------------- | -------------------- |
| Чоловіки | 175     | 42                 | 119              | 14                   |
| Жінки    | 184     | 50                 | 112              | 22                   |
| Разом    | 359     | 92                 | 231              | 36                   |